# Норволк (Айова)
Норволк (англ. Norwalk) — місто (англ. city) в США, в округах Полк і Воррен штату Айова. Населення — 12 799 осіб (2020).
Місто отримало свою назву на честь містечка Но́рволк в штаті Огайо.

## Географія
Норволк розташований за координатами 41°29′30″ пн. ш. 93°42′8″ зх. д. / 41.49167° пн. ш. 93.70222° зх. д. (41.491679, -93.702119).  За даними Бюро перепису населення США в 2010 році місто мало площу 28,74 км², з яких 27,82 км² — суходіл та 0,92 км² — водойми.

## Демографія
Згідно з переписом 2010 року, у місті мешкало 8945 осіб у 3261 домогосподарстві у складі 2472 родин. Густота населення становила 311 особа/км².  Було 3450 помешкань (120/км²).
Расовий склад населення:
| - 96,9 % — білих - 0,6 % — азіатів - 0,5 % — чорних або афроамериканців - 0,2 % — корінних американців |

До двох чи більше рас належало 1,3 %. Частка іспаномовних становила 2,5 % від усіх жителів.
За віковим діапазоном населення розподілялося таким чином: 30,2 % — особи молодші 18 років, 61,1 % — особи у віці 18—64 років, 8,7 % — особи у віці 65 років та старші. Медіана віку мешканця становила 34,3 року. На 100 осіб жіночої статі у місті припадало 93,9 чоловіків;  на 100 жінок у віці від 18 років та старших — 89,9 чоловіків також старших 18 років.
Середній дохід на одне домашнє господарство  становив 88 992 долари США (медіана — 79 252), а середній дохід на одну сім'ю — 97 704 долари (медіана — 82 067). Медіана доходів становила 51 882 долари для чоловіків та 45 750 доларів для жінок. За межею бідності перебувало 1,5 % осіб, у тому числі 0,8 % дітей у віці до 18 років та 3,7 % осіб у віці 65 років та старших.
Цивільне працевлаштоване населення становило 5486 осіб. Основні галузі зайнятості: освіта, охорона здоров'я та соціальна допомога — 22,1 %, фінанси, страхування та нерухомість — 19,2 %, роздрібна торгівля — 14,5 %.

## Відомі мешканці
- Жоель Ханрахан — бейсболіст.
- Джейсон Момоа — актор.
- Брендон Раут — актор.